# Sachsen-Weißenfels

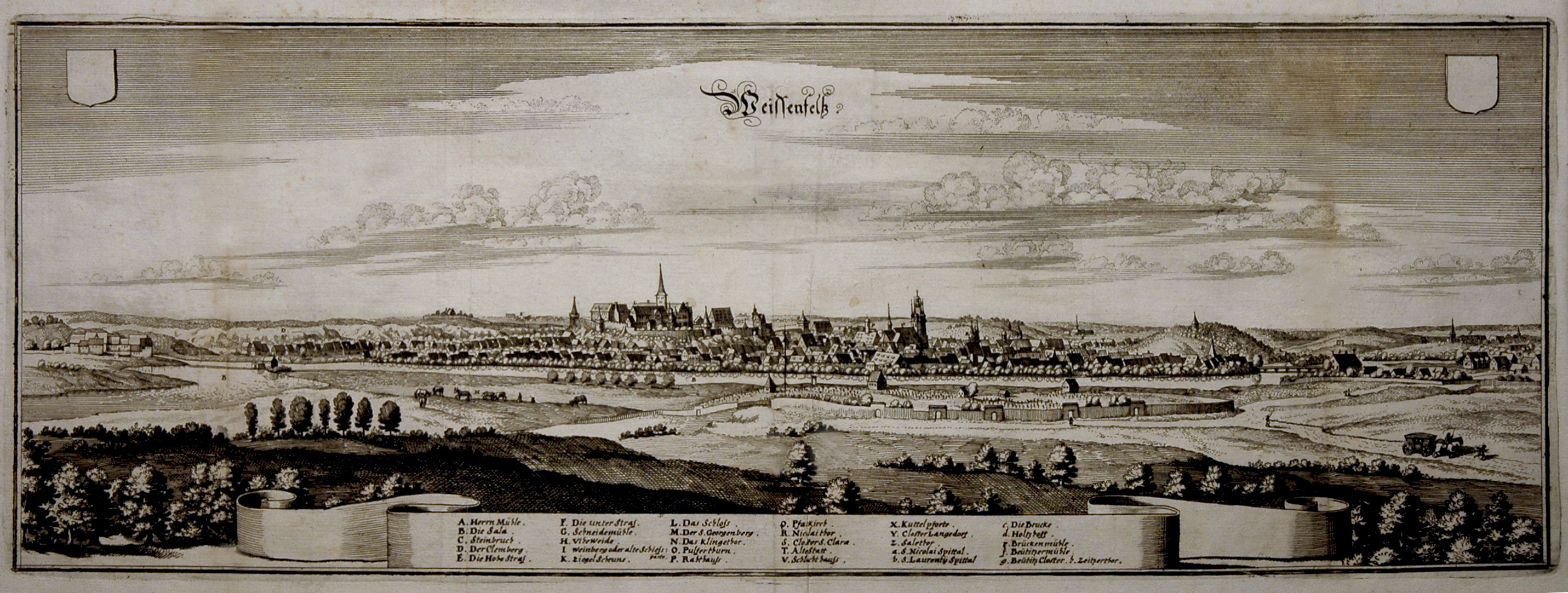
Weißenfels um 1647, Kupferstich von Matthäus Merian, 1647

Das Herzogtum Sachsen-Weißenfels war ein Sekundogeniturfürstentum und Territorium im Heiligen Römischen Reich. Es bestand von 1656 bis 1746. Die Residenzstadt war Weißenfels. Das Herzogtum befand sich im Besitz einer Seitenlinie der albertinischen Wettiner.
Da der Stifter der Linie, Herzog August als Administrator des Erzstiftes Magdeburg weiter in Halle a.d. Saale residierte und der herzogliche Hauptsitz, das Schloss Neu-Augustusburg, erst errichtet werden musste, werden für seine Regierungszeit gelegentlich auch die Bezeichnungen Sachsen-Magdeburg und Sachsen-Halle verwendet. Zur Unterscheidung der beiden Herrschaftsgebiete wird auch vom Stift und den Erblanden gesprochen, da nur letztere an die Nachkommen übergehen.

## Geschichte

### Entstehung
Der sächsische Kurfürst Johann Georg I. verfügte in seinem Testament vom 20. Juli 1652, dass seine drei jüngeren Söhne, die keinen Anspruch an einem Teil der Kurlande hatten, zu ihrer materiellen Versorgung Sekundogeniturfürstentümer erhalten sollten. Nachdem der Kurfürst am 8. Oktober 1656 gestorben war, wurde am 22. April 1657 in Dresden der „Freundbrüderliche Hauptvergleich“ sowie 1663 ein weiterer Vergleich geschlossen, in dem die drei Territorien und die zugehörigen Hoheitsrechte endgültig abgegrenzt wurden und bei denen es den Brüdern Johann Georgs II. gelang, einen Teilerfolg hinsichtlich ihrer Souveränitätsbestrebungen zu erzielen. Es entstanden die albertinischen Nebenlinien Sachsen-Weißenfels, Sachsen-Merseburg und Sachsen-Zeitz, die eigene Herzogtümer begründeten.
Herzog August, residierend in Halle, legte 1660 den Grundstein zu Neu-Augustusburg, das zukünftig Domizil der Herzöge von Sachsen-Weißenfels sein sollte. Sein Sohn Herzog Johann Adolf I. stellte den Bau 1694 fertig und zog als erster in das neu gestaltete Barockschloss.

### Erblande des Herzogtums Sachsen-Weißenfels

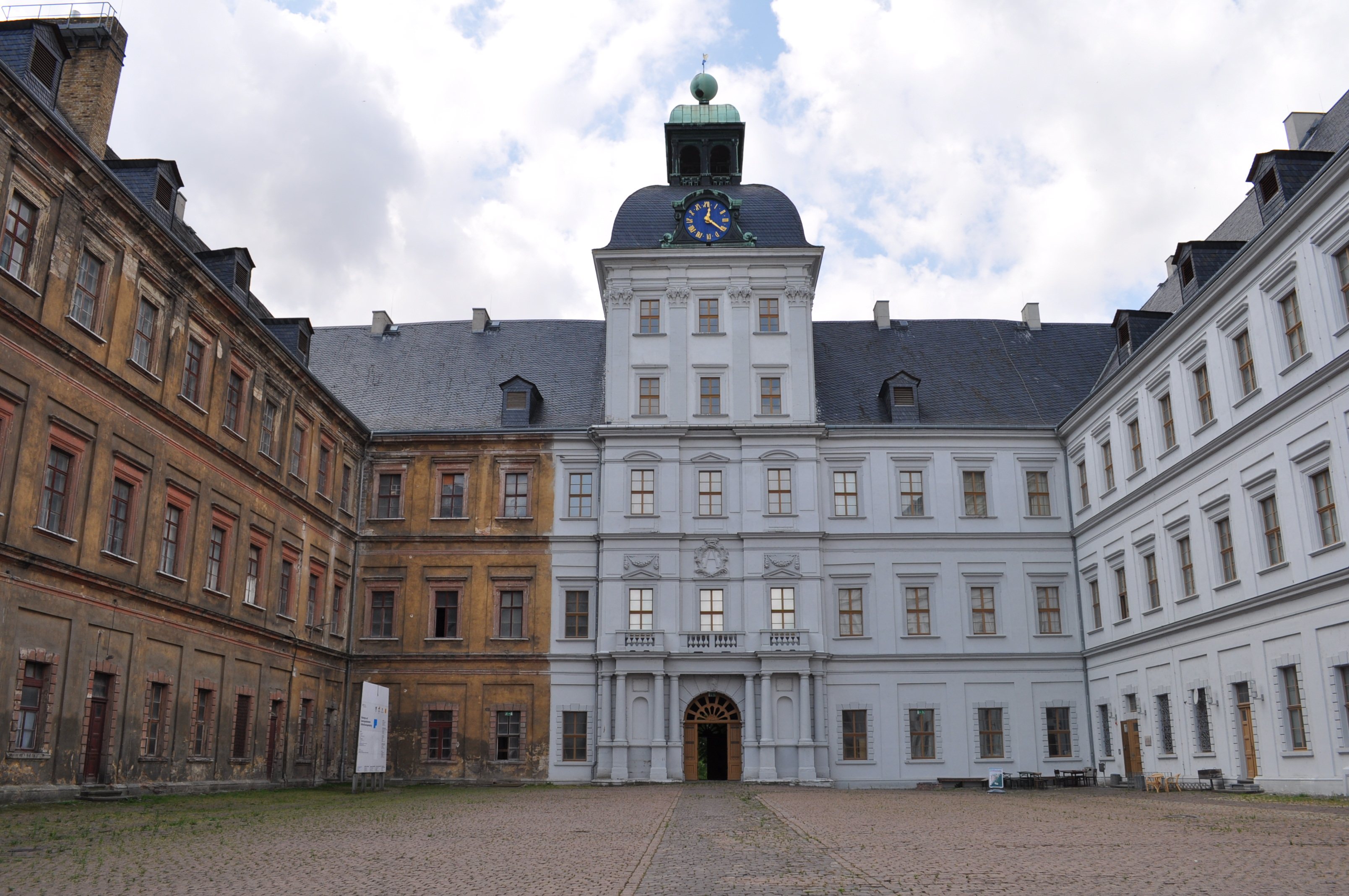
Schloss Neu-Augustusburg

Prinz August, der zweitälteste Sohn des Kurfürsten, zu diesem Zeitpunkt bereits Administrator des Erzstiftes Magdeburg, erhielt aus dem Thüringer Kreis die Ämter Weißenfels (mit der Stadt Weißenfels und Langendorf), Freyburg (mit der Stadt Freyburg und dem Schloss Neuenburg), Sachsenburg (mit der Stadt Sachsenburg), Sangerhausen (mit Pölsfeld sowie Stadt und Schloss Sangerhausen), Eckartsberga (mit den Städten Eckartsberga und Bad Bibra) und Weißensee (mit der Stadt Weißensee und der Runneburg) sowie das Kreisamt Langensalza (mit der Stadt Langensalza und dem Schloss Dryburg) „samt allen Gefällen, Ein- und Zugehörungen an Mannschaft, Zinsen, Forwergen, Aeckern, Wiesen, Steuern, Diensten, Gehöltzen, Mühlen, Schäfferreyen, Seen, Teichen, Fischerreyen, Gerichten, Wildpahnen, Zöllen, Geleiten, Bergwerken, Landes-Fürstlicher Obrigkeit und andern Herrlichkeiten“.
Da Herzog August wiederholt Ansprüche auf den gesamten Thüringer Kreis des Kurfürstentums stellte, sah sich Kurfürst Johann Georg II. zudem später genötigt, der Linie Weißenfels auch noch Thamsbrück, Röblingen, Laucha, Mücheln und Kindelbrück sowie die Klöster und Stifte Beuditz bei Weißenfels, Bornrode, Kölleda, St. Kaltenborn, Rohrbach, Salza, St. Ulrich und Weißenfels zuzugestehen.

### Fürstentum Sachsen-Querfurt als weiteres Territorium der Weißenfelser
Einen zweiten, besitzrechtlich anderen Güterkomplex der Nebenlinie bildeten die vier sogenannten eximierten Ämter des Erzstifts Magdeburg: Querfurt (mit Stadt und Burg Querfurt), Amt Jüterbog (mit Jüterbog), Dahme (mit Stadt und Schloss Dahme) und Burg (mit Burg). Diese waren Kursachsen bereits im Prager Frieden von 1635 zugesprochen worden und auch von der Regelung des Westfälischen Friedens ausgenommen, nach der das Erzstift Magdeburg nach dem Tod des Administrators August als Ersatz für das an Schweden gefallene Vorpommern in den Besitz Brandenburgs übergehen sollte. 1652 übertrug Kurfürst Johann Georg I. dem Administrator August, seinem zweitgeborenen Sohn, diese vier eximierten Ämter als Ausgleich für dessen Verzicht auf das Bistum Meißen. Die endgültige Regelung des Übergangs erfolgte im „Freundbrüderlichen Hauptvergleich“ von 1657. Später kam es noch zu einigen Veränderungen: Burg wurde 1687 gegen die Aufgabe von Lehnsansprüchen gegenüber Dahme, Jüterbog und Querfurt an Brandenburg verkauft; gleichzeitig wurden aber auch die thüringischen Ämter Wendelstein (mit Wendelstein), Sittichenbach (mit Sittichenbach) und Heldrungen (mit Heldrungen) dazu erworben. Das Amt Wendelstein unterstand jedoch nur hinsichtlich der Wirtschaft und Justiz dem Fürstentum Sachsen-Querfurt.
Aus diesen Gebieten, die im Kern die Ende des 15. Jahrhunderts erloschene Herrschaft Querfurt darstellten, bildete man das reichsunmittelbare Fürstentum Sachsen-Querfurt, dem Kurfürst Johann Georg II. landeshoheitliche Rechte zubilligte und Kaiser Leopold Sitz und Stimme im Kreistag des Obersächsischen Reichskreises gewährte, daher auch die oft anzutreffende Bezeichnung Sachsen-Weißenfels-Querfurt, obwohl beide Gebietsteile einen staatsrechtlich unterschiedlichen Status hatten. Obwohl Reichsstand, blieb dem Fürstentum Querfurt jedoch ein Stimm- und Sitzrecht im Reichstag verwehrt.

### Grafschaft Barby fällt an Weißenfelser
Ferner bekam August die urkundlich bestätigte Anwartschaft auf die Grafschaft Barby, welche im Jahre 1659 durch das Aussterben des Barbyer Grafenhauses an Weißenfels fiel. Das Barbyer Amt Rosenburg (mit Rosenburg) wurde jedoch 1679 über Zwischenwege an Brandenburg abgetreten. August überließ Barby testamentarisch seinem jüngeren Sohn Heinrich und dessen Nachfahren, wodurch sich von der Weißenfelsischen Sekundogenitur nochmals eine Nebenlinie absplitterte. Diese starb jedoch 1739 im Mannesstamm aus und so fiel deren Herrschaftsbereich an die Hauptlinie zurück.

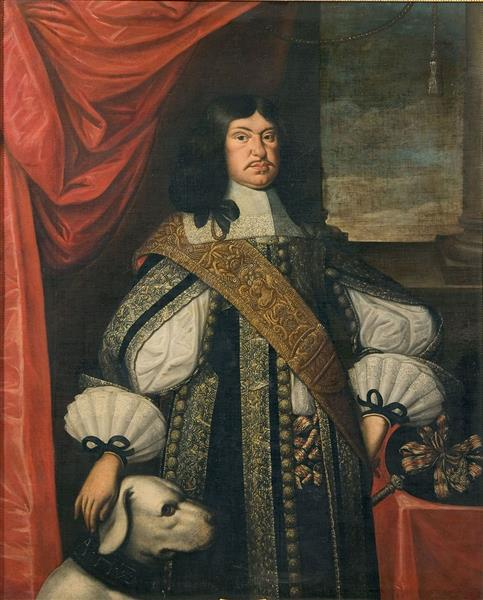
August, Administrator des Erzbm. Magdeburg, Begründer der kursächsischen Sekundogenitur 1657

## Landesherren und Familienmitglieder

### Hauptlinie Sachsen-Weißenfels-Querfurt (Landesherren)
- 1656–1680 August (1614–1680)
- 1680–1697 Johann Adolf I. (1649–1697)
- 1697–1712 Johann Georg (1677–1712)
- 1712–1736 Christian (1682–1736)
- 1736–1746 Johann Adolf II. (1685–1746)

Keines der Kinder Johann Adolfs II. erreichte das Erwachsenenalter und mit seinem Tode fiel das Herzogtum an Kursachsen zurück.

### Nebenlinie Sachsen-Weißenfels-Barby
- 1680–1728 Heinrich (1657–1728)
- 1728–1739 Georg Albrecht (1695–1739)

Fällt nach dem kinderlosen Tode Georg Albrechts an die Hauptlinie zurück.

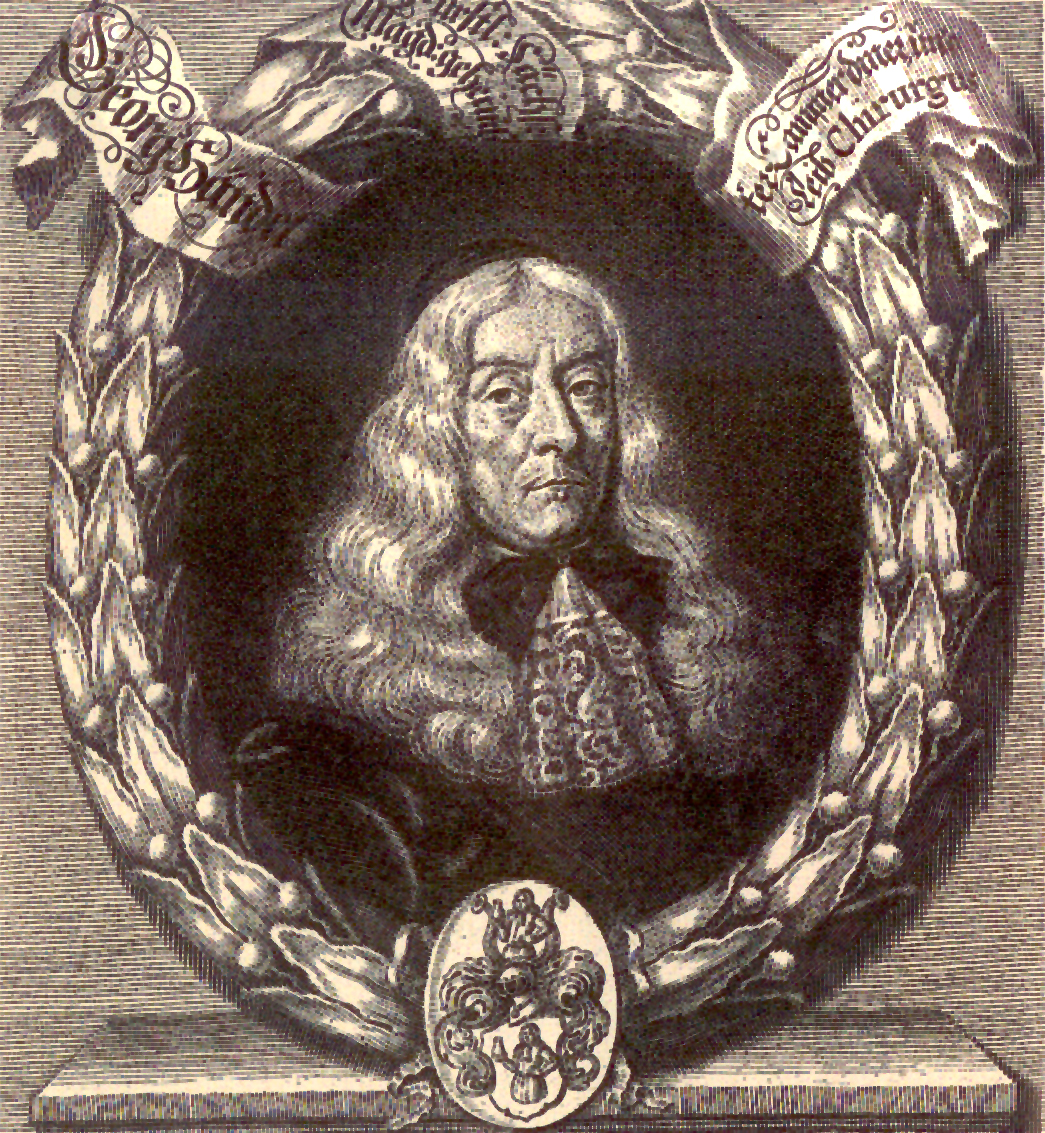
Georg Händel, Leibarzt und Kammerdiener des Herzogs

### Nebenlinie Sachsen-Weißenfels-Dahme
- 1711–1715 Friedrich (1673–1715)

Fällt nach dem kinderlosen Tode Friedrichs an die Hauptlinie zurück.

### Weitere Familienmitglieder
- Johanna Magdalena von Sachsen-Weißenfels (1708–1760), Herzogin von Kurland

## Wappen des Herzogtums
Das Wappen des Herzogtums Sachsen-Weißenfels war im Zeitverlauf Veränderungen unterlegen.
 Das Wappen des Herzogtums Sachsen-Weißenfels zeigte zuletzt (v. l. n. r.): 1. Landgrafschaft Thüringen, 2. Herzogtum Kleve, 3. Markgrafschaft Meißen, 4. Herzogtum Jülich, 5.-8.-11. Herzschild des Herzogtums Sachsen, 6. Herzogtum Berg, 7. Herzogtum Sachsen-Lauenburg, 9. Pfalzgrafschaft Sachsen, 10. Markgrafschaft Oberlausitz, 12. Markgrafschaft Niederlausitz, 13. Pleißenland, 14. Grafschaft Orlamünde, 15. Markgrafschaft Landsberg, 16. Grafschaft Brehna, 17. Burggrafschaft Altenburg, 18. Herrschaft Eisenberg, 19. Grafschaft Ravensberg, 20. Grafschaft Mark, 21. Regalienschild, 22. gefürstete Grafschaft Henneberg, 23. Grafschaft Barby (seit 1660).

## Zugehörige Ämter
| Amt               | Kreis               |
| ----------------- | ------------------- |
| Amt Weißenfels    | Thüringer Kreis     |
| Amt Freyburg      | Thüringer Kreis     |
| Amt Sangerhausen  | Thüringer Kreis     |
| Amt Eckartsberga  | Thüringer Kreis     |
| Amt Sachsenburg   | Thüringer Kreis     |
| Amt Weißensee     | Thüringer Kreis     |
| Amt Langensalza   | Thüringer Kreis     |
| Amt Wendelstein   | Fürstentum Querfurt |
| Amt Sittichenbach | Fürstentum Querfurt |
| Amt Querfurt      | Fürstentum Querfurt |
| Amt Heldrungen    | Fürstentum Querfurt |
| Amt Dahme         | Fürstentum Querfurt |
| Amt Jüterbog      | Fürstentum Querfurt |
| Grafschaft Barby  | Kurkreis            |

## Bedeutende Persönlichkeiten am sachsen-weißenfelsischen Hof
Georg Händel war bis zu seinem Tode im Jahre 1697 Leibarzt und Kammerdiener des Herzogs von Sachsen-Weißenfels. Das Talent seines Sohnes Georg Friedrich Händel entdeckte der Herzog von Sachsen-Weißenfels, als sein Leibarzt ihn eines Tags mit nach Neu-Augustusburg brachte, um ihn auf der Förner-Orgel der Schlosskirche vorspielen zu lassen.
Johann Sebastian Bach war von 1729 an bis zu seinem Tode Hochfürstlich Sächsisch-Weißenfelsisch würkender Capellmeister und hatte zuvor bereits für den Herzog von Sachsen-Weißenfels eine Jagdkantate BWV 208 sowie 12 Jahre später eine Schäferkantate BWV 249a zum Geburtstag des Herzogs von Sachsen-Weißenfels komponiert. Zudem schrieb er für die Förner-Orgel der Schlosskirche eines seiner markantesten Orgelwerke, die Toccata und Fuge F-Dur BWV 540.